# HD 73256 b
HD 73256 b는 어머니 항성 HD 73256 주위를 0.037 천문단위 거리에서 2.55일에 1회 도는 뜨거운 목성이다. b의 최소 질량은 목성의 1.87배이다.
이 행성이 온실효과 또는 조석효과 영향을 받지 않으며 본드 반사도가 0.1이라고 가정한다면, 표면 온도는 약 1300 켈빈이 된다. 이는 페가수스자리 51 b의 온도와 비슷하며, HD 189733 b와 HD 209458 b의 온도(1180-1392K) 중간 정도이다. HD 73256 b는 VLTI 스펙트럼 사진기를 이용한 ‘근적외선 특성화’ 대상이다.

## 같이 보기
- HD 72659 b